# Félix Grellet de la Deyte
Pour les articles homonymes, voir Grellet.
Félix Grellet de la Deyte est un homme politique français né le 22 mai 1813 à Allègre (Haute-Loire) et mort le 20 janvier 1879 à Riom (Puy-de-Dôme).

## Biographie
Secrétaire de la conférence des avocats à Paris, docteur en droit, il s'installe à Riom en 1841. Il est député de la Haute-Loire de 1848 à 1849, siégeant avec la gauche modérée. Membre des sociétés académiques du Puy-en-Velay et de Clermont-Ferrand, et publie de nombreuses études archéologiques et scientifiques. Il est aussi secrétaire général de la société d'agriculture du Puy-de-Dôme. Conseiller municipal et administrateur des hospices de Riom, il est conseiller général dans le Puy-de-Dome, puis en Haute-Loire après 1871.

## Publications
- « Esquisse géognostique du canton d'Allègre », Annales de la Société d'agriculture, sciences, arts et commerce du Puy,‎ 1837 (lire en ligne)
- « Meillan : marquis d'Allègre », Annales de la Société d'agriculture, sciences, arts et commerce du Puy,‎ 1839 (lire en ligne)
- « Chanteuges : son histoire, ses antiquités et ses traditions », Annales de la Société d'agriculture, sciences, arts et commerce du Puy,‎ 1839 (lire en ligne)